# Linia kolejowa Eidanger – Notodden
Bratsbergbanen – zelektryfikowana linia kolejowa w Norwegii z Eidanger) do Notodden kollektivterminal o długości 47 km oddana do użytku w roku 1917.

## Przebieg
Łączy linię Vestfoldbanen z Sørlandsbanen. Linia jest zelektryfikowana. Na linii znajduje się najwyższy most kolejowy w Norwegii, Hjukse Bro (65 m).
Stacje na linii:
- Eidanger
- Porsgrunn
- Skien
- Nisterud
- Nordagutu
- Trykkerud
- Notodden kollektivterminal

## Historia
Pierwszym odcinkiem był Tinnoset – Notodden, który został wybudowany w roku 1907. Linia w całości powstała w roku 1917 dla połączenia głównych linii Vestfoldbanen i Sørlandsbanen. Odcinek Tinnoset – Notodden, należący początkowo do Norsk Hydro, został przejęty przez państwo w roku 1920. Linia została zelektryfikowana na odcinku Notodden – Tinnoset w roku 1911 jako jedna z pierwszych linii w Norwegii, w całości alektryfikację dokończono w roku 1936. w roku 1936. Linia służyła przede wszystkim transportom towarowym dla Norsk Hydro; ruch osobowy zawieszono w roku 1991 a w części przywrócono w roku 2004.